# Jean-François Barthès
Pour les personnes ayant le même patronyme, voir Barthès.
Jean-François Barthès, né le 31 août 1790 à Graulhet (Tarn) et mort le 26 janvier 1861, est un prêtre français, fondateur de la congrégation des Sœurs de Notre-Dame de la Compassion de Marseille.

## Biographie
Son enfance fut marquée par les troubles de la Révolution française. Issu d’une famille très chrétienne, le jeune Barthès grandit dans la peur des persécutions. 
Ordonné prêtre à 24 ans, il fut nommé vicaire de l’évêché de Montpellier.
En 1817, il quitta la région pour devenir jésuite. Il prit le nom de Jean-François Régis. Lorsque sa congrégation rencontra des difficultés, il refusa de s’exiler et vécut dans la clandestinité.
Devenu curé de Moislains, il soigna les pauvres pendant une épidémie de choléra. À la suite de cela, il réussit à convaincre les notables et les autorités civiles de construire un hôpital.
Après avoir parcouru de nombreuses villes, il arriva à Marseille, le 16 juin 1843. Un mois plus tard, il y fonda la congrégation des sœurs de Notre-Dame de la Compassion.
Le 26 janvier 1861, le « Bon Père Barthès » mourut entouré des religieuses de Notre-Dame de la Compassion et de ses frères jésuites. Son corps repose dans un tombeau à la Blancarde.